# 拳皇'96
《拳皇'96》是SNK开发的格斗游戏，也是拳皇系列的第三作。与前作《拳皇'95》类似，本作最初在1996年于日本登陆Neo Geo的街机系统，并移植至包括Neo Geo AES和Neo Geo CD在内的Neo Geo家用机，随后十余年间以多种形式分别移植至PlayStation、世嘉土星、Game Boy、PlayStation 2、PlayStation Portable和Wii平台在日本和欧美各地发行，但本作的PlayStation和世嘉土星版未在欧美发行，而是在日版中内置了英文语言。

## 遊戲系統
為了加快对战节奏，對比前兩作的系統基礎上進行了一些改動，前沖奔跑、受身、緊急迴避、空中防御是由本作所創立的。
前沖奔跑相比起前兩作的浮空前沖，在突襲能力略有下降的情況下，換來了更強大的機動性；摒弃前兩作的侧身回避，这一设定修改为紧急回避，本作侧身回避B+C+D只供指定投技角色「大門」或「克拉克」使用，且无敌时间变短。
增加了「小跳躍」和「中跳躍」這兩種低空跳躍方式，讓進攻一方能更安全的利用跳躍招式去進攻。這個跳躍系統被拳皇系列的所有正統作品一直沿用。游戏的速度感大幅提高，这使得对战成为高速反应的对决。 
能量条MAX时和防守反击时可使用「紧急回避动作」，另外，在体力条变红并且能量条MAX时的超必杀技变强。 同时追加了更加华丽的MAX超必杀，许多的超必杀的出招画面和动作也会有许多变化。
大部分角色削了飞行道具，令以往「飞行道具」和「對空技」的對戰套路改變；几乎把所有角色的特殊技都删除。
因為開發週期緊迫，除了龍虎隊的霸王翔吼拳之外，其他角色的第二或第三超必殺技，甚至部分角色的必殺技都被屏掉，直到續作《拳皇'97》中才開放出來。
選擇角色畫面已能直接自由選擇角色組成隊伍。本作亦能夠輸入特定密碼指令，使用隱藏角色「神樂千鶴」、「傑尼茲」兩位頭目。
這些遊戲系統改動是為拳皇系列續作能與另一格鬥遊戲卡普空的街头霸王系列分庭抗禮進行了鋪墊。

## 剧情
本作剧情承接《拳皇'95》，事件源於大蛇一族意圖復活他們的主、地球的意志之一「大蛇」，並令世界毀滅。本作中，最後一位三神器後代的神樂家年輕女當家神樂千鶴登場，八神庵因與上次的隊友不合，則與兩名善於戰鬥的女性瑪裘亞及拜斯組隊，兩人真正身份為八傑集的一員。故事後段知道了神樂是被人控制舉辦KOF大賽，發現了的草薙京等人擊倒她後恢復意識。八杰集四天王之首暴風傑尼茲意圖要令大蛇重生，但被阻止最後自殺。大賽完結後，八神庵因大蛇力量首次暴走，在無意識下重創了自己的隊員，二人生死不明。

## 角色
| 登場隊伍        | 登場隊伍                                                        | 登場隊伍                                                        | 登場隊伍                                                        |
| 隊名            | 成員                                                            | 成員                                                            | 成員                                                            |
| --------------- | --------------------------------------------------------------- | --------------------------------------------------------------- | --------------------------------------------------------------- |
| 主人公隊        | 草薙 京（KYO KUSANAGI）                                         | 二階堂 紅丸（BENIMARU NIKADO）                                  | 大門 五郎（GORO DAIMON）                                        |
| 八神隊          | 八神 庵（IORI YAGAMI）                                          | 瑪卓亞（MATURE）                                                | 拜斯（VICE）                                                    |
| 餓狼傳說隊      | 泰利・波格（TERRY BOGARD）                                      | 安迪・波格（ANDY BOGARD）                                       | 東丈（JOE HIGASHI）                                             |
| 龍虎之拳隊      | 坂崎 獠（RYO SAKAZAKI）                                         | 羅拔・嘉西亞（ROBERT GARCIA）                                   | 坂崎 百合（YURI SAKAZAKI）                                      |
| 超能力戰士隊    | 麻宮 雅典娜（ATHENA ASAMIYA）                                   | 椎拳崇（SIE KENSOU）                                            | 鎮元齋（CHIN GENTSAI）                                          |
| 怒隊            | 莉安娜・海頓（LEONA HEIDERN）                                   | 拉爾夫・鍾斯（RALF JONES）                                      | 克拉克・史超（CLARK STEEL）                                     |
| 女性格鬥家隊    | 藤堂 香澄（KASUMI TODOH）                                       | 不知火 舞（MAI SHIRANUI）                                       | 瓊（KING）                                                      |
| 跆拳道隊        | 金甲喚（KIM KAPHWAN）                                           | 陳國漢（CHANG KOEHAN）                                          | 蔡寶奇（CHOI BOUNGE）                                           |
| 96BOSS隊        | 傑斯・侯活（GEESE HOWARD）                                      | 沃夫剛格・克勞薩（WOLFGANG KRAUSER）                            | 比克先生（MR. BIG）                                             |
| 中BOSS          | 神樂 千鶴（CHIZURU KAGURA）                                     | 神樂 千鶴（CHIZURU KAGURA）                                     | 神樂 千鶴（CHIZURU KAGURA）                                     |
| 最終BOSS        | 利奧波德・傑尼茲（LEOPOLD GOENITZ）                             | 利奧波德・傑尼茲（LEOPOLD GOENITZ）                             | 利奧波德・傑尼茲（LEOPOLD GOENITZ）                             |
| 隱藏隊伍        | 草薙 京（KYO KUSANAGI）                                         | 八神 庵（IORI YAGAMI）                                          | 神樂 千鶴（CHIZURU KAGURA）                                     |
| 家用版 隠藏人物 | 神樂 千鶴（CHIZURU KAGURA） 利奧波德・傑尼茲（LEOPOLD GOENITZ） | 神樂 千鶴（CHIZURU KAGURA） 利奧波德・傑尼茲（LEOPOLD GOENITZ） | 神樂 千鶴（CHIZURU KAGURA） 利奧波德・傑尼茲（LEOPOLD GOENITZ） |